# Dynastia Barakzai
Barakzai albo Barakzaj jest klanem Pasztunów należącym do Afganistanu i do Pakistanu. Dynastia Barakzai była linią władców w Afganistanie w XIX i XX stuleciu. Po upadku imperium Durrani w 1818, w dominiach Ahmeda Szaha Durrani zapanował chaos, kiedy synowie Painda Chana walczyli o zwierzchnictwo. Afganistan przestał istnieć jako pojedynczy kraj, rozpadając się wkrótce na wiele małych jednostek. Dost Mohammad Chan zyskał przewagę w 1826 i założył dynastię w roku 1837. Od tego czasu jego potomkowie panowali aż do roku 1973, kiedy po abdykacji Mohammada Zahera Szacha  prezydentem został jego kuzyn Mohammad Daud Chan.

## Lista władców Barakzai

### EmiratAfganistanu (1818 - 1901)
- Emir Dost Mohammad Chan (1818 - sierpień 1839)
- Emir Dost Mohammad Chan (grudzień 1842 - 9 czerwca 1863)
- Emir Szer Ali Chan (12 czerwca 1863 - 5 maja 1866)
- Emir Mohammad Afzal Chan (5 maja 1866 - 7 października 1867)
- Emir Szer Ali Chan (7 października 1867 - 21 lutego 1879)
- Emir Muhammad Jakub Chan (21 lutego 1879 - 28 października 1879)
- Emir Abdur Rahman Chan (11 sierpnia 1880 - 1 października 1901)

### KrólestwoAfganistanu (1901 - 1973)
- Król Habibullah Chan (3 października 1901 - 20 lutego 1919)
- Król Amanullah Chan (28 lutego 1919 - 14 stycznia 1929)
- Król Inajatullah Chan (14 stycznia 1929 - 17 stycznia 1929)
- Król Mohammad Nader Szah (17 października 1929 – 8 listopada 1933)
- Król Mohammad Zaher Szah (8 listopada 1933 - 17 lipca 1973)

### 1. Republika Afganistanu (1973 - 1978)
- Prezydent Mohammad Daud Chan (17 lipca 1973 - 27 kwietnia 1978) (Dynastia Barakzai)